# Viktors Pūpols
Viktors (Viktor Pupols) Pūpols  (nascut el 31 de juliol de 1934) és un mestre d'escacs letó-estatunidenc.
|  |

## Resultats destacats en competició
El 1955, va participar en el Campionat juvenil dels Estats Units, a Lincoln (Nebraska), guanyat per Charles Kalme. En aquest torneig, Pūpols hi va guanyar un jove Bobby Fischer amb un gambit letó. Aquesta és una de les úniques dues partides que mai va perdre en Fischer per temps (vegeu control de temps). En Fischer va esdevenir el GM més jove del món només tres anys després.
Viktors Pūpols ja havia participat anteriorment en el Campionat de l'estat de Washington el 1954, i va participar en moltes de les edicions posteriors des de llavors, guanyant les de 1961, 1974, i 1989, i empatant al primer lloc el 1978. També va guanyar el torneig el 1964, però Gerald Ronning va guanyar el dret al títol en un matx. El 1962, va perdre ajustadament (4½:3½) un matx contra Elmārs Zemgalis, un altre letó-estatunidenc també excampió de l'estat de Washington.
El 1975, empatà als llocs 6è-11è a Vancouver (el campió fou Paul Keres, immediatament abans de la seva mort). El 1980, va guanyar el Memorial Keres a Vancouver. Va guanyar tres cops l'obert d'Idaho (1984, 1985, i 1986). Igual com havia fet per primer cop el 1956 quan era un adolescent wunderkind, va guanyar altre cop l'Obert de l'Est de Washington el 2005, després d'entaular a la ronda final amb Curt Collyer.
Conegut per molts jugadors locals com a "Unkel Vik", jugava habitualment al Tacoma Chess Club Arxivat 2010-02-06 a Wayback Machine. (fou campió del club el 1955), i algunes de les seves partides Arxivat 2007-06-30 a Wayback Machine. es poden consultar online.
Una biografia de Pūpols, Viktors Pupols, American Master, va ser escrita per Larry Parr i publicada per Thinkers' Press el 1983. En aquest llibre, en Viktors Pūpols descriu les seves partides amb un jove Yasser Seirawan dient "En realitat, jo no podia veure el meu oponent. Tot el que podia sentir era una veu dient des de sota la taula, - escac!!".

## Partides notables
Bobby Fischer- Viktors Pūpols, Campionat juvenil dels Estats Units, 1955
1. e4 e5 2. Cf3 f5 3. Cxe5 Df6 4. d4 d6 5. Cc4 fxe4 6.Cc3 Dg6 7. Ce3 Cf6 8. Ac4 c6 9. d5 Ae7 10. a4 Cbd7 11. a5 Ce5 12.Ae2 O-O 13. O-O Ad7 14. Rh1 Rh8 15. Cc4 Cfg4 16. De1 Tf7 17. h3 Cf6 18. Cxe5 dxe5 19. Ac4 Tff8 20. Ae3 Ch5 21. Rh2 Ad6 22. Ab3 Cf4 23. Axf4 exf4 24. Dxe4 f3+ 25. g3 Af5 26. Dh4 Tae8 27. Tae1 Ae5 28. Db4 Dh6 29. h4 g5 30. Th1 gxh4 31. Rg1 h3 32. dxc6 bxc6 33. Dc5 Dg7 34. Rh2 Df6 35. Dxa7 Ad4 36. Dc7 Axf2 37. Txe8 Txe8 38. Tf1 Ad4 39. Txf3 Axc3 40. bxc3 Te2+ 41. Rh1 Ae4 42. Dc8+ Rg7 43. Dg4+ Dg6 44. Dd7+ Rh6 0-1